# Reial Federació Espanyola de Tennis

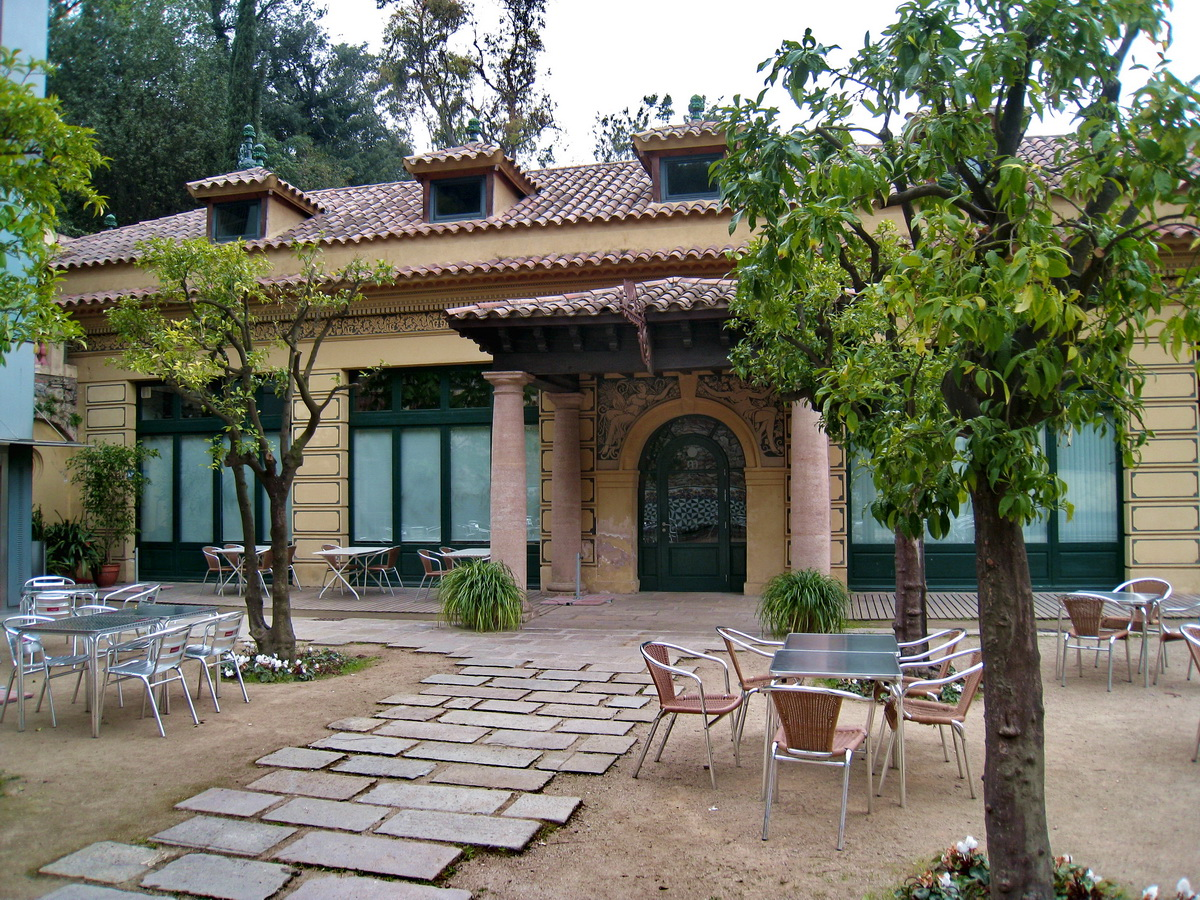
Seu de la Reial Federació Espanyola de Tenis, ubicada a l'antic restaurant de la Font del Gat a Barcelona, obra de Puig i Cadafalch de 1918.

La Reial Federació Espanyola de Tennis (RFET), (en castellà: Real Federación Española de Tenis), amb seu a la Font del Gat de Barcelona, és el màxim òrgan regulador del tennis a Espanya. La seva comesa és el govern, gestió, administració i reglamentació de l'esport del tennis a Espanya. A nivell internacional, la RFET és l'entitat esportiva que té la representació d'Espanya en les activitats i competicions tennístiques oficials de caràcter internacional celebrades dins i fora del territori espanyol. És competència de la RFET l'elecció dels tennistes que han d'integrar les seleccions nacionals de tennis com l'equip de Copa Davis d'Espanya.

## Afiliacions
Està integrada per les federacions de tennis d'àmbit autonòmic i pels clubs esportius, esportistes, tècnics-entrenadors i jutges-àrbitres d'aquesta modalitat esportiva. La RFET forma part de la Federació Internacional de Tennis (ITF) i de l'Associació Europea de Tennis (AET). També està afiliada al Comitè Olímpic Espanyol com a federació espanyola amb esport olímpic.

## Presidència
Des de la fundació l'any 1909, les persones al càrrec de la presidència han estat:
- Jorge de Satrústegui Barrie (1909 - 1923)
- José Vidal Ribas Güell (1924 - 1928)
- José María Sagnier Sanjuanena (1929 - 1931)
- Francisco Rodón Casas (1932 - 1934)
- José Luis de Prat (1935 - 1936)
- José Garriga-Nogués y Garriga-Nogués (marquès de Cabanes) (1938 - 1970)
- Pablo Llorens Reñaga (1970 - 1984)
- Salvador Vidal Nunell (novembre de 1984 - novembre de 1985)
- Agustí Pujol Niubó (1985 - 2004)
- Pedro Muñoz Asenjo (2005 - 2009)
- José Luis Escañuela Romana (2010 - 2015
- Fernando Fernández-Ladreda Aguirre (2015 - 2016
- Miguel Díaz Román (2016 - actualitat)

## Palmarès de la selecció estatal espanyola de tennis
Els torneigs més destacats a nivell internacional en què ostenta la representació de la federació són la Copa Davis i Copa Federació juntament amb els Jocs Olímpics dins de la delegació del COE.
- Copa Davis: 6 títols (2000, 2004, 2008, 2009, 2011 i 2019).
- Copa del Món: 4 títols (1978, 1983, 1992 i 1997).
- Copa Federació: 5 títols (1991, 1993, 1994, 1995 i 1998).
- Copa Hopman: 4 títols (1990, 2002, 2010 i 2012).
- Jocs Olímpics: 12 medalles (3 or, 7 d'argent i 2 de bronze) i 3 medalles com esport de demostració (1 or, 2 d'argent).